# Ambulance blues
Ambulance blues is een lied dat werd geschreven door Neil Young. Het heeft een lengte van negen minuten en is de afsluiter van zijn album On the beach (1974).
Terwijl het muziekblad Rolling Stone het nummer in 2015 rekende tot de The 10 Best Neil Young Deep Cuts, ofwel de top van zijn liedjes die vrijwel alleen door fans worden gewaardeerd, rekent AllMusic het nummer tot de favorieten onder musici die een hommage willen brengen aan Young.

## Tekst en muziek
De akkoorden en melodie zijn afkomstig van Needle of death van het debuutalbum van Bert Jansch uit 1965. Dat lied diende ook al als inspiratie voor The needle and the damage done die Young twee jaar eerder uitbracht. Young is een bewonderaar van Jansch en noemde hem al verschillende malen de Jimmy Hendrix van de akoestische gitaar.
De muzikale begeleiding in dit lied komt van een akoestische gitaar, een mondharmonica, een kleine fiddle (viool), een bas en drums.
Young zingt over zijn jonge jaren in Canada, het onrecht dat de oorspronkelijke bewoners van America is aangedaan, de recessie en leugenachtige politici. De titel van het lied wordt in de volgende context genoemd: An ambulance can only go so fast, it's easy to get buried in the past. Volgens AllMusic zou dit een verwijzing naar zijn muzikale loopbaan. Vanwege het grote aantal onderwerpen dat aan bod komt is de samenhang en de werkelijke betekenis moeilijk te achterhalen. Young noemt dit zelf ook in de tekst, als: It's hard to say the meaning of this song.

## Uitvoeringen en covers
De Amerikaanse band R.E.M. speelde in 1998 een akoestische versie met Young tijdens het Bridge School Benefit in Mountain View, Californië. Een liveversie van deze artiesten verscheen het jaar erop op een B-kant van een single van R.E.M. Op de A-kant van die single, Country feedback, is Young te horen met een gitaarsolo.
Verder verschenen verschillende covers op muziekalbums van andere artiesten. Voorbeelden hiervan zijn van Pat Nevins (Shakey Zimmerman, 2003) en Lisa Miller (Car tape 2, 2010).